# Drepanofoda atrata
Drepanofoda atrata är en fjärilsart som beskrevs av Swinhoe 1902. Drepanofoda atrata ingår i släktet Drepanofoda och familjen nattflyn. Inga underarter finns listade i Catalogue of Life.